# الیزابت تیلور
رزموند «لیز» تیلور (به انگلیسی: Dame Elizabeth Rosemond "Liz" Taylor, DBE) DBE (۲۷ فوریهٔ ۱۹۳۲ – ۲۳ مارس ۲۰۱۱) بازیگر، بازرگان و انسان‌دوست انگلیسی-آمریکایی بود. او فعالیت خود را به عنوان بازیگر از زمان کودکی در اوایل دهه ۱۹۴۰ آغاز کرد و یکی از محبوب‌ترین ستاره‌های سینمای کلاسیک هالیوود در دهه ۵۰ بود. او کار خود را با موفقیت در دهه ۱۹۶۰ ادامه داد، و تا آخر عمر به عنوان یک چهره مشهور عمومی باقی ماند. در سال ۱۹۹۹، بنیاد فیلم آمریکا او را به عنوان هفتمین زن افسانه بزرگ پرده سینما نامگذاری کرد.
تیلور در لندن به دنیا آمد و در سال ۱۹۳۹ با خانواده خود به لس آنجلس نقل مکان کرد. او اولین بازیگری خود را در نقش ناچیزی در فیلم هر دقیقه یک نفر به دنیا می‌آید یونیورسال پیکچرز انجام داد. اما استودیو بعد از یک سال قراردادش را به پایان رساند. با وی سپس قراردادی توسط مترو گلدوین میر امضا رسید و پس از حضور در ولوت ملی (۱۹۴۴) به یک ستاره محبوب نوجوان تبدیل شد. او در دهه ۵۰ نقش‌های بزرگسالان را به عهده گرفت، هنگامی که در کمدی پدر عروس (۱۹۵۰) بازی کرد و تحسین منتقدان را برای اجرای خود در درام مکانی در آفتاب (۱۹۵۱) جلب کرد.
علی‌رغم اینکه او یکی از سرشناس‌ترین ستاره‌های مترو گلدوین میر (MGM) است، تیلور آرزو داشت کار خود را در اوایل دهه ۵۰ پایان دهد. او از کنترل استودیو خشمگین شد و بسیاری از فیلم‌هایی که به او اختصاص داده شد را دوست نداشت. در اواسط دهه ۵۰ در درام حماسی غول (۱۹۵۶) حضور یافت پس از این فیلم در نمایشنامه‌های تنسی ویلیامز: گربه روی شیروانی داغ (فیلم ۱۹۵۸) و ناگهان تابستان گذشته (فیلم) حضور یافت. تیلور برای دومین بار برنده گلدن گلوب برای بهترین بازیگر نقش اول زن شد. اگرچه او از نقش خود به عنوان یک دختر تلفنی در باترفیلد ۸ (۱۹۶۰)، آخرین فیلم وی برای MGM خوشش نمی‌آمد، او همچنین برای اجرای خود جایزه اسکار بهترین بازیگر زن را به‌دست آورد.
در طول تولید فیلم کلئوپاترا در سال ۱۹۶۱، تیلور و ریچارد برتون یک رابطه خارج از ازدواج را آغاز کردند که باعث رسوایی شد. با وجود مخالفت عمومی، او و برتون روابط خود را ادامه دادند و در سال ۱۹۶۴ ازدواج کردند. آنها با نام «لیز و دیک» توسط رسانه‌ها، در ۱۱ فیلم با هم بازی کردند، از جمله آدم‌های خیلی مهم (۱۹۶۳)، مرغ دریایی (فیلم ۱۹۶۵) (۱۹۶۵)، رام کردن زن سرکش (۱۹۶۷) و چه کسی از ویرجینیا وولف می‌ترسد؟ (۱۹۶۶). تیلور بهترین نقد و بررسی‌های مربوط به حرفه خود را برای بازی وولف دریافت کرد و برنده دومین جایزه اسکار و چندین جایزه دیگر برای عملکردش شد. او و برتون در ۱۹۷۴ طلاق گرفتند، اما خیلی زود با هم آشتی کردند و در سال ۱۹۷۵ دوباره ازدواج کردند. ازدواج دومشان با طلاق در سال ۱۹۷۶ به پایان رسید.
فعالیت بازیگری تیلور در اواخر دهه ۱۹۶۰ رو به زوال گذاشت، اگرچه او تا اواسط دهه ۱۹۷۰ بازیگری را در فیلم‌ها ادامه داد، و پس از آن روی حمایت از حرفه شوهر ششم خود، سناتور ایالات متحده، جان وارنر (R-Virginia) متمرکز شد. در دهه ۱۹۸۰، او در اولین نقشهای مهم صحنه ای خود و در چندین فیلم و سریال تلویزیونی بازی کرد و همچنین به اولین و مشهورترین برندهای تجاری عطر تبدیل شد. تیلور از نخستین افراد مشهوری بود که در فعالیت HIV / AIDS شرکت کرد. وی در سال ۱۹۸۵ بنیاد آمریکایی تحقیقات ایدز و بنیاد ایدز الیزابت تیلور را در سال ۱۹۹۱ تأسیس کرد. از اوایل دهه ۱۹۹۰ تا زمان مرگش، او وقت خود را به فعالیت‌های انسان دوستانه اختصاص داد، به همین خاطر چندین تقدیرنامه از جمله مدال شهروندان ریاست جمهوری دریافت کرد.
در طول زندگی حرفه اش، زندگی شخصی تیلور مورد توجه رسانه‌ها قرار گرفت. او هشت بار با هفت مرد ازدواج کرد، به دین یهودیت گروید، چندین بیماری جدی را تحمل کرد. او در سال ۲۰۱۱ در سن ۷۹ سالگی در اثر نارسایی قلب درگذشت.
الیزابت تیلور که دارای لقب سلطنتی «دیم» بود، با بازی در فیلم‌هایی چون کلئوپاترا (۱۹۶۳)، چه کسی از ویرجینیا وولف می‌ترسد (۱۹۶۶) و گربه روی شیروانی داغ (۱۹۵۸) به یکی از محبوب‌ترین چهره‌های سینمای جهان تبدیل شد. زندگی خصوصی پر ماجرای او در کنار فیلم‌های موفق او و فعالیت‌های بشردوستانه‌اش همواره او را که از ۱۲ سالگی با بازی در فیلم ولوت ملی (۱۹۴۴) شناخته شد، در شهرت نگه داشت.

## آغاز زندگی

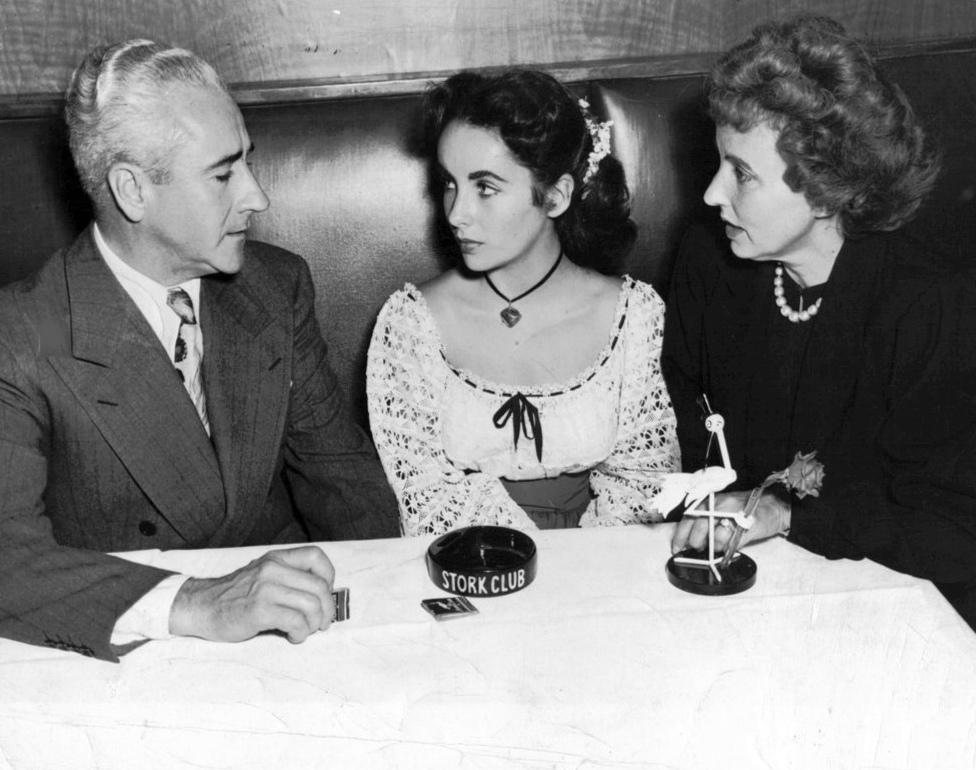
پدر و مادر الیزابت (۱۹۴۷)

الیزابت رزموند تیلور در ۲۷ فوریه ۱۹۳۲ در لندن به دنیا آمد. پدرش دلال «هنری» و مادرش بازیگر و هر دو آمریکایی بودند. به همین دلیل او دارای تابعیت دوگانه آمریکایی–بریتانیایی بود. او در کودکی، هنگام جنگ جهانی دوم همراه خانواده‌اش به لس آنجلس، کالیفرنیا مهاجرت کرد و بازیگری را از ۹ سالگی آغاز کرد.
وی در بسیاری از ماندگارترین فیلم‌های کلاسیک سینمای آمریکا که به «دوران طلایی هالیوود» مشهور شد به ایفای نقش پرداخت.
او به عنوان یکی از زیباترین بازیگران دنیا شناخته می‌شد.
سال‌های ۵۰ و ۶۰ میلادی دوران طلایی بازیگری او بود و توانست دو بار در سال‌های ۱۹۶۱ و ۱۹۶۷ برای فیلم‌های باترفیلد ۸ و چه کسی از ویرجینیا وولف می‌ترسد برنده جایزه اسکار شود و سه بار دیگر نامزد دریافت این جایزه شد.

## زندگی خصوصی
الیزابت تیلور ۸ بار ازدواج کرده‌ است. معروفترین و جنجالی‌ترین ماجرای عشقی او باوجود داشتن همسر ارتباط او با ریچارد برتون بود که واکنش واتیکان را هم سبب شد. آن‌ها در سال ۱۹۶۲ در جریان فیلمبرداری کلئوپاترا رابطه‌ای عاشقانه را شروع کردند.
الیزابت تیلور بسیاری از ماندگارترین نقش‌هایش را در کنار ریچارد برتون ایفا کرده بود و این دو که از مشهورترین زوج‌های هنری در هالیوود بودند در ۱۲ فیلم در کنار هم بازی کردند. او پس از جدایی از همسر، در سال ۱۹۶۴ با ریچارد برتون ازدواج کرد ماجراهای زندگی مشترک پر فراز و نشیب آن دو که حدود یازده سال دوام داشت، همواره در خبرهای حاشیه‌ای جهان سینما به چشم می‌خورد؛ و این رابطه فقط ده سال دوام داشت؛ پس از طلاق دوباره در سال ۱۹۷۵ باهم مجدداً ازدواج کردند، ولی این بار ۹ ماه بیشتر دوام نداشت.

تیلور دربارهٔ این رابطه گفته بود:
«ما پس از ملاقات در رم دیوانه‌وار عاشق هم شدیم. از آن پس اوقات زیادی با هم گذراندیم، اما متأسفانه نه به اندازه کافی.»
تیلور در سال ۱۹۹۶ از آخرین همسر خود طلاق گرفت.

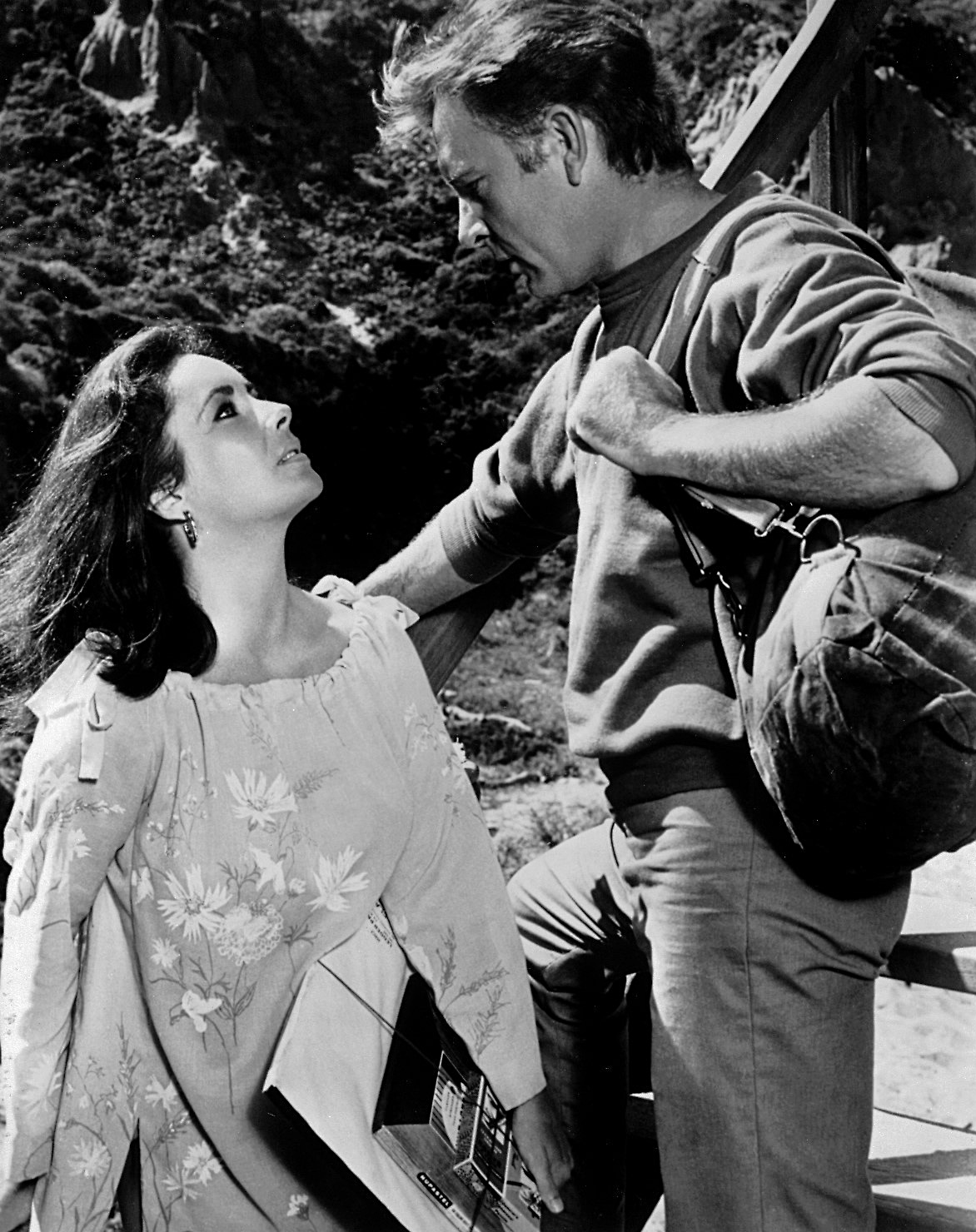
به همراه ریچارد برتون
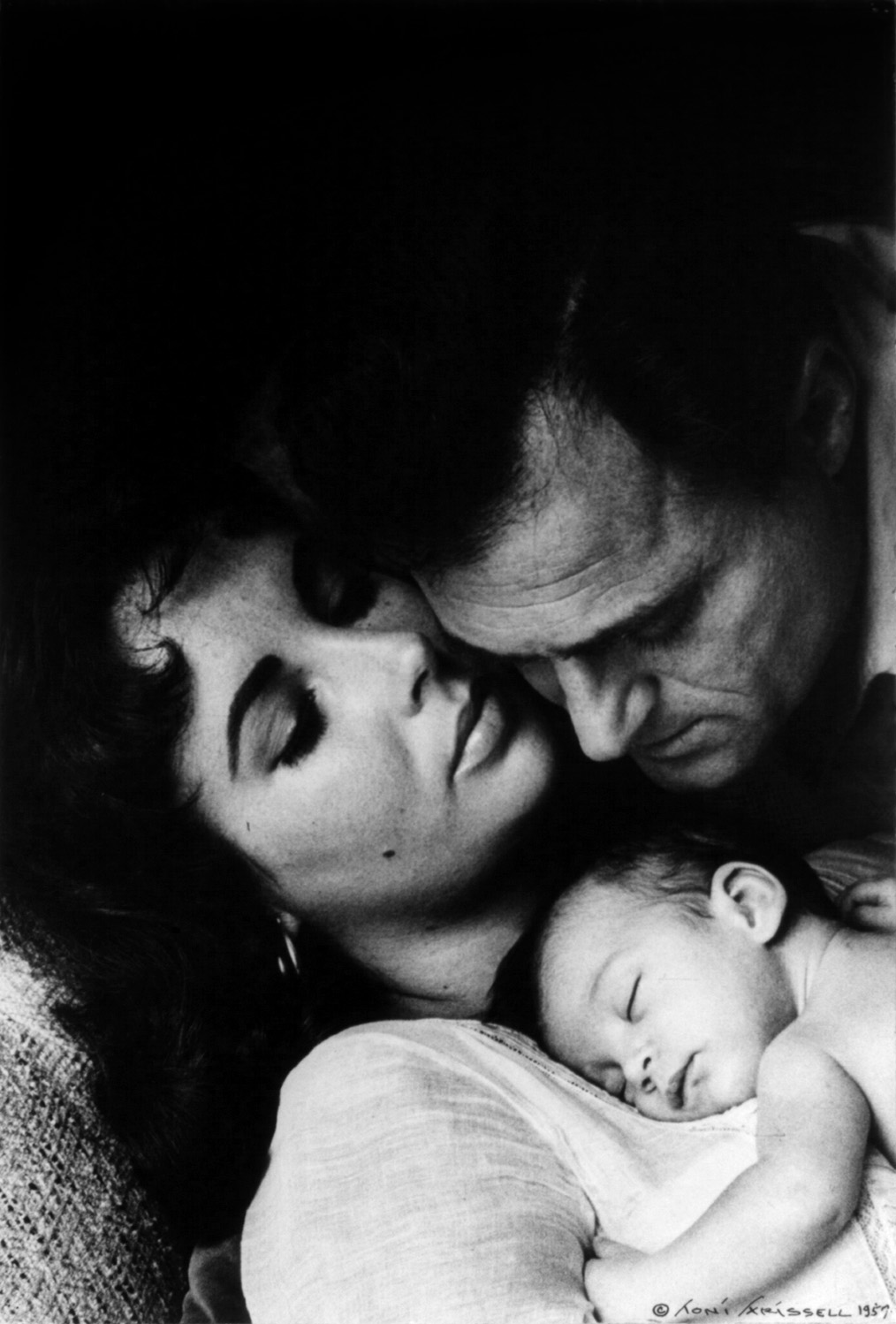
به همراه مایک تاد و لیزا تاد (۱۹۵۷)

دوستی با مایکل جکسون
الیزابت تیلور با مایکل جکسون، موسیقی‌دان آمریکایی، رابطهٔ دوستانهٔ نزدیک و عمیقی داشتند. در تاریخ ۶ اکتبر ۱۹۹۱ الیزابت با لری فورتنسکی در مزرعهٔ نِوِرلَند مایکل جکسون مراسم ازدواجشان را برگزار کردند. مایکل در سال ۱۹۹۷ به مناسبت ۶۹اُمین سالروز تولد الیزابت، ترانهٔ «الیزابت، دوستت دارم» را اجرا کرد.
در سال ۲۰۰۵ و در هنگام دادگاه کودک‌آزاری مایکل جکسون، الیزابت یکی از حامیان سرسخت بی‌گناهی مایکل بود. مایکل سرانجام بی‌گناه شناخته شد. الیزابت در طول مدت این اتهامات، مایکل را تشویق می‌کرد تا از دستبند قرمز کابالا استفاده کند تا از «چشم بـَد» در امان باشد. الیزابت تیلور در مراسم خاکسپاری خصوصی مایکل که در ۳ سپتامبر ۲۰۰۹ برگزار شد نیز شرکت کرد.

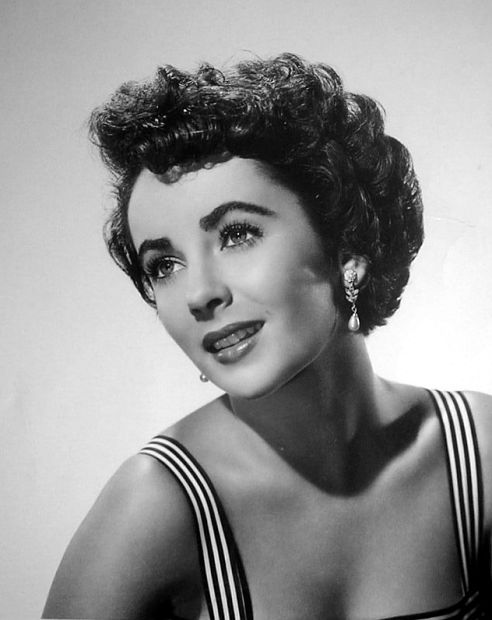
حوالی ۱۹۵۰
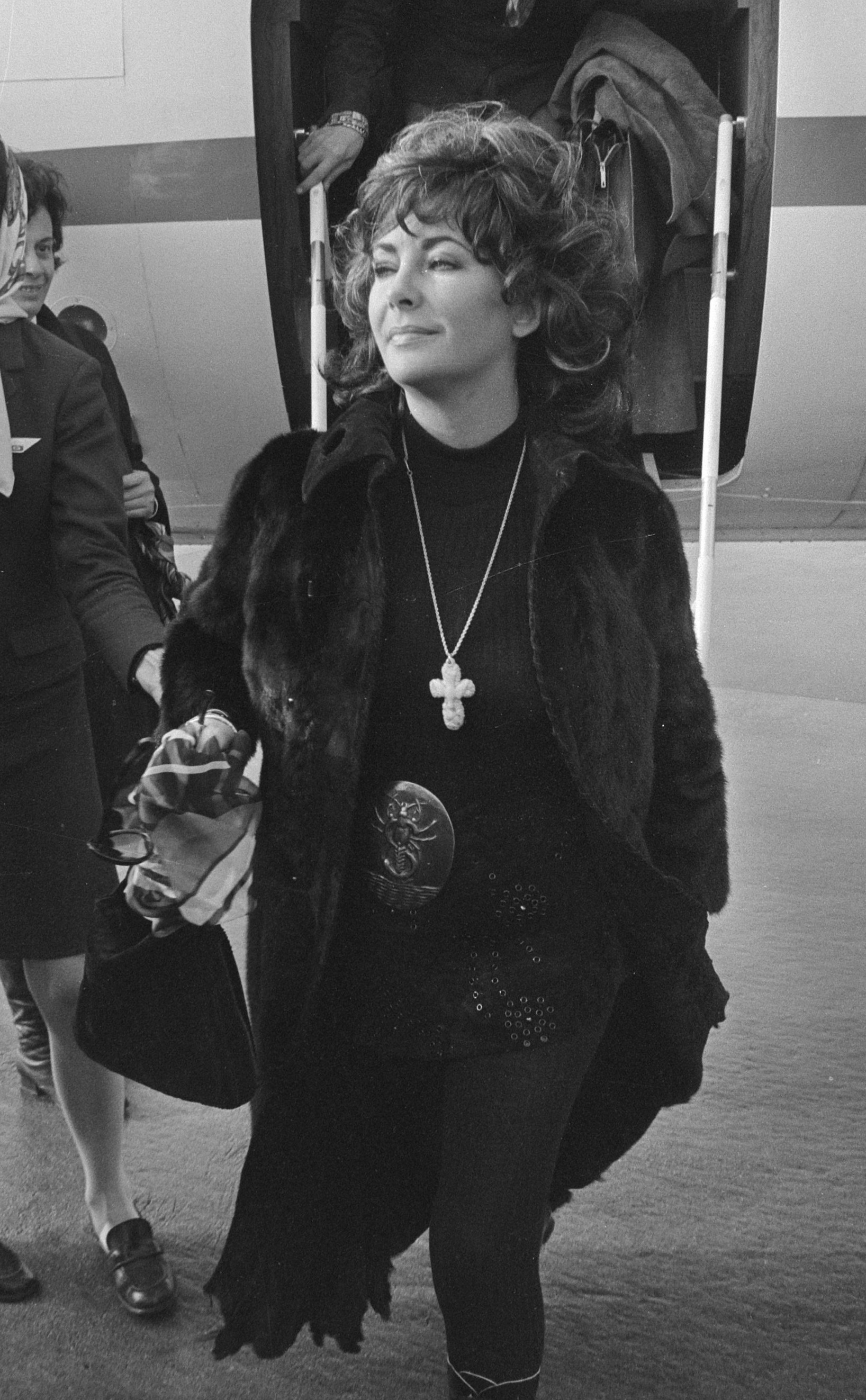
اویل دهه ۷۰ میلادی
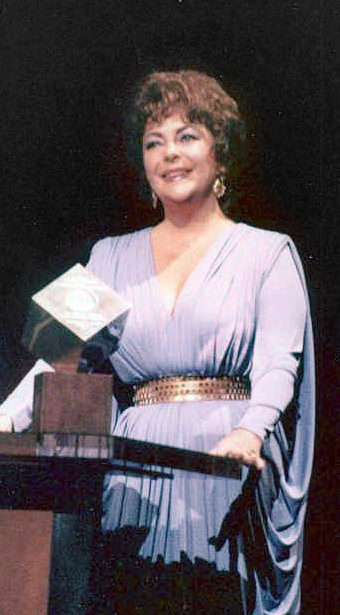
اویل دهه ۸۰ میلادی

## سال‌های درد و رنج
الیزابت تیلور بیشتر سال‌های عمرش را با ناراحتی‌های جسمانی گوناگونی گذراند. او در در جریان فیلمبرداری فیلم ولوت ملی که او را در ۱۲ سالگی به شهرت رساند، افتاد و دچار کمر دردی شد که هیچگاه رهایش نکرد. در سال ۱۹۶۱ با ابتلاء به یک بیماری نادر ریوی تقریباً تا آستانه مرگ رفت و همچنین سال‌ها به الکل و داروهای مسکن معتاد بود. تیلور در سال‌های ۱۹۹۰ دو بار جراحی لگن کرد، یک بار به دلیل بیماری ریوی و از جراحی که برای برداشتن توموری که در مغز داشت، جان سالم به در برد. او در سال ۲۰۰۴ اعلام کرد که به دلیل نارسایی قلبی دچار نفس تنگی و خستگی مفرط و همچنین انحراف ستون فقرات است. او در بنیاد خیریه‌ای که برای کمک به بیماران مبتلا به ایدز تأسیس کرده بود، فعالیت‌های بشردوستانه داشت. او این بنیاد خیریه را در سال ۱۹۹۱ پس از درگذشت دوستش، راک هادسن، به دلیل ابتلاء به ایدز، تأسیس کرد.

## گرانترین جواهرات
گردن بند لا پرگرینا پیرل گرانترین جواهر متعلق به الیزابت تیلور است. لا پرگرینا از ترکیب هنرمندانه مروارید، الماس و یاقوت پدید آمده‌است. یکی از مرواریدهایی که در ساخت این گردنبند بکار رفته‌است متعلق به اواسط قرن شانزدهم میلادی است که در میان هشت پادشاه اسپانیا نسل به نسل چرخیده‌است. ریچارد برتون این مروارید را به‌عنوان کادوی روز ولنتاین به الیزابت هدیه داد و بعدها الیزابت ساخت گردنبندی کامل با استفاده از این مروارید را به کمپانی کارتیه سفارش داد. این گردنبند در مجموع از ۶۰ مروارید، الماس و یاقوت تشکیل شده‌است و قیمت آن ۱۱٫۸ میلیون دلار است.

## سفر به ایران
تیلور به دعوت اردشیر زاهدی به ایران نیز سفر کرد.

مراسم افتتاح نخستین خط پروازی مستقیم تهران - نیویورک - الیزابت تیلور در کنار اردشیر زاهدی سفیر وقت ایران در آمریکا، در هواپیمای بوئینگ ۷۴۷ تازه خریداری‌شده از سرویس شرکت ملی هواپیمایی ایران

## درگذشت
تیلور در ۲۳ مارس ۲۰۱۱ در سن ۷۹ سالگی در بیمارستان سیدار سینای شهر لس آنجلس درگذشت. او مدت زیادی بیمار بود و بارها به دلیل ناراحتی قلبی تحت درمان قرار گرفته بود.

## نگارخانه

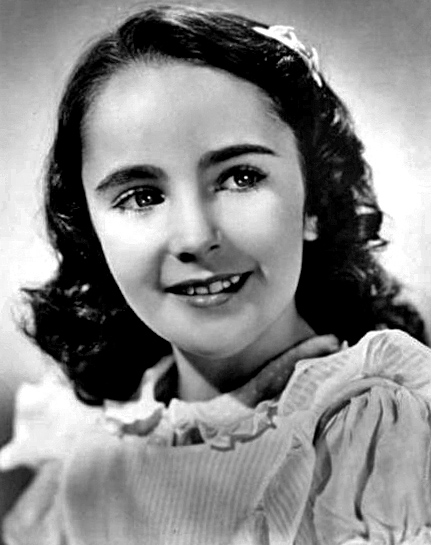
الیزابت تیلور در کودکی
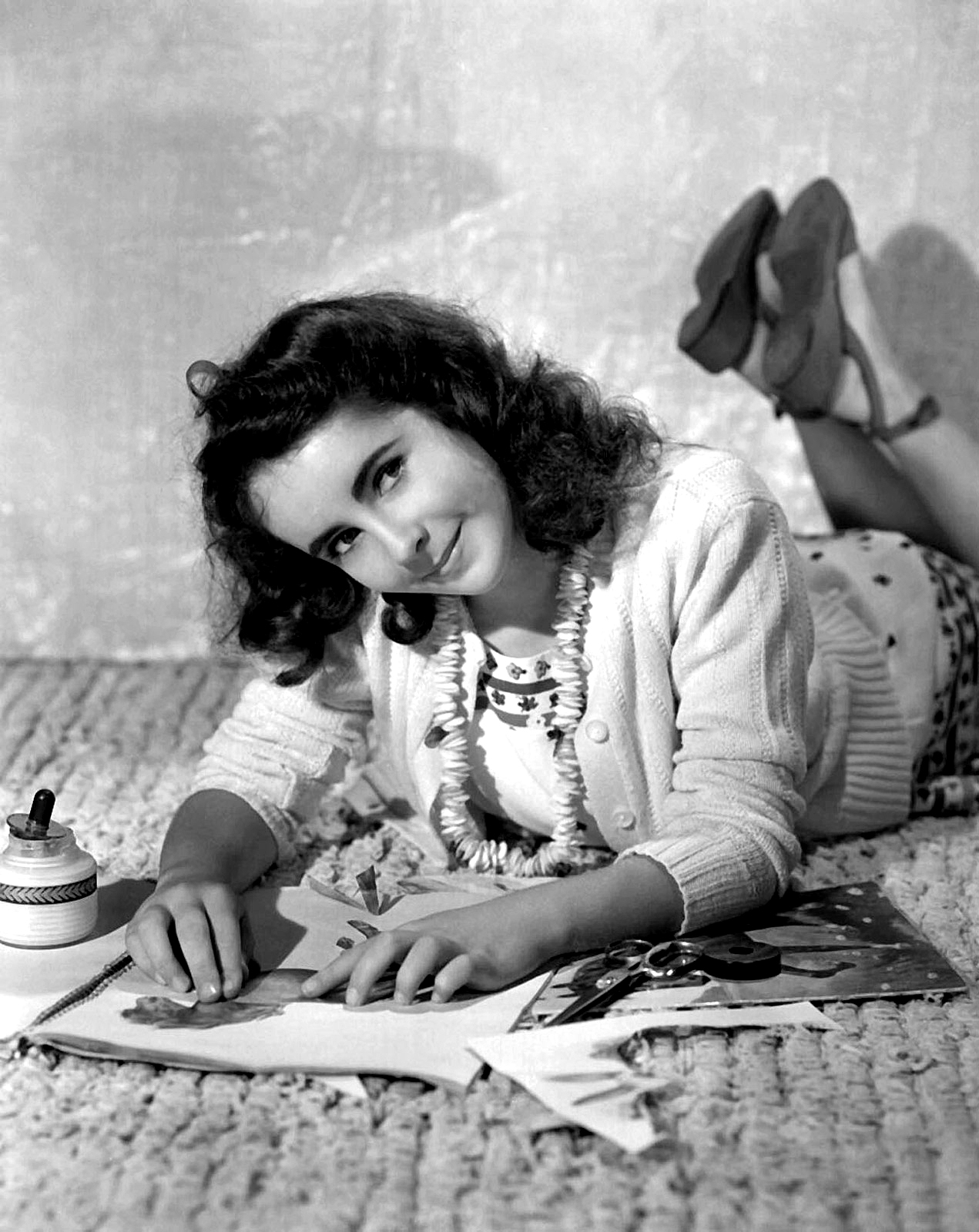
در ده‌سالگی
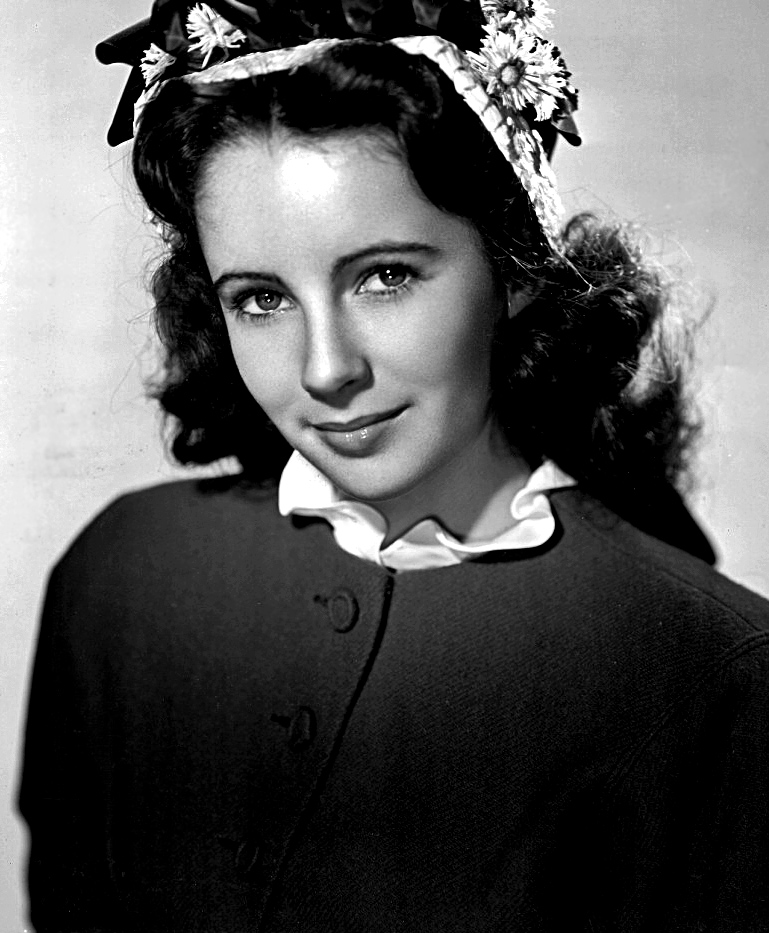
در سال ۱۹۴۵
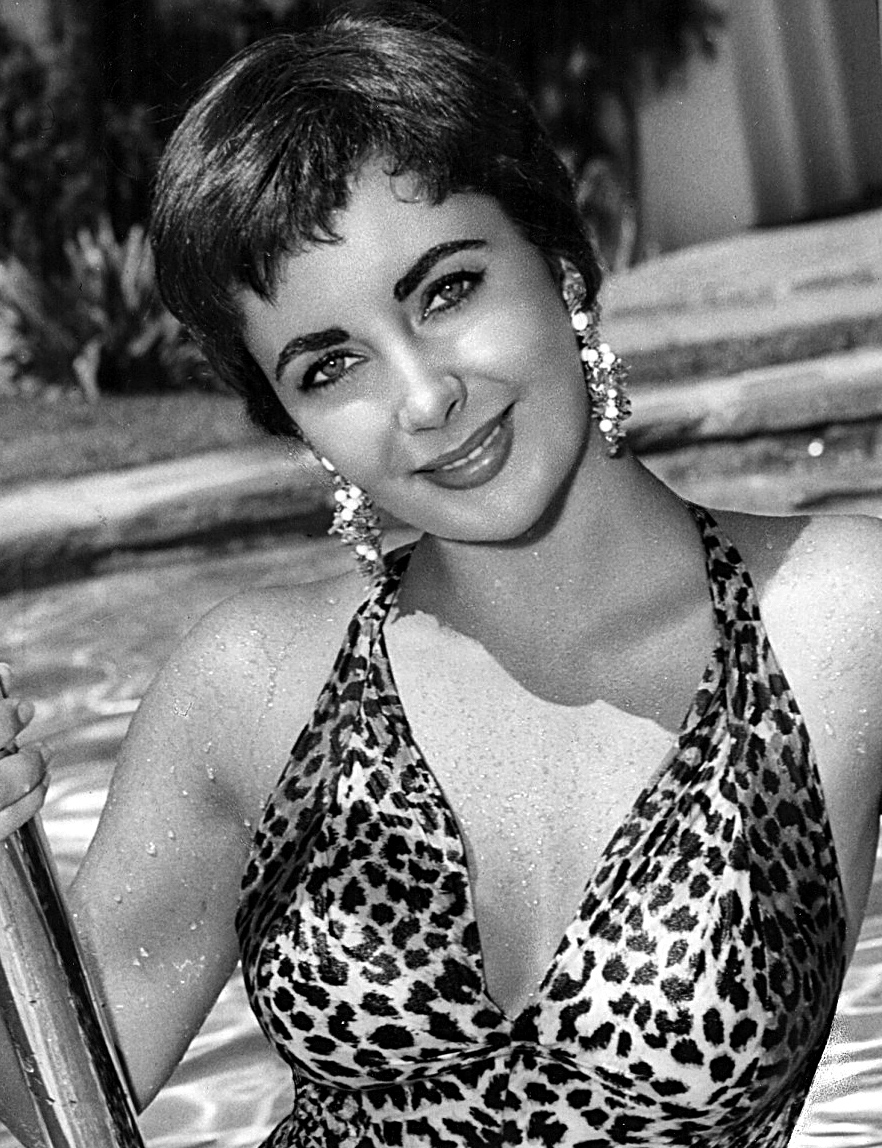
در سال ۱۹۵۴
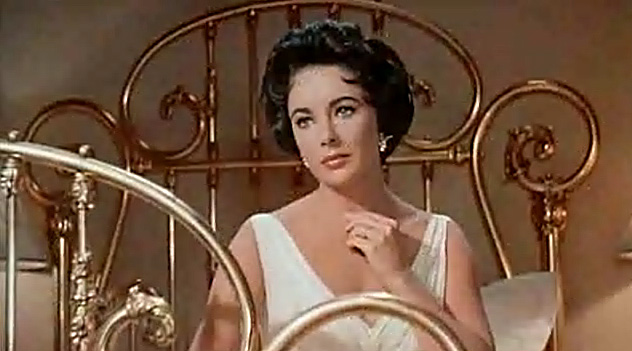
در فیلم گربه روی شیروانی داغ (۱۹۵۸)
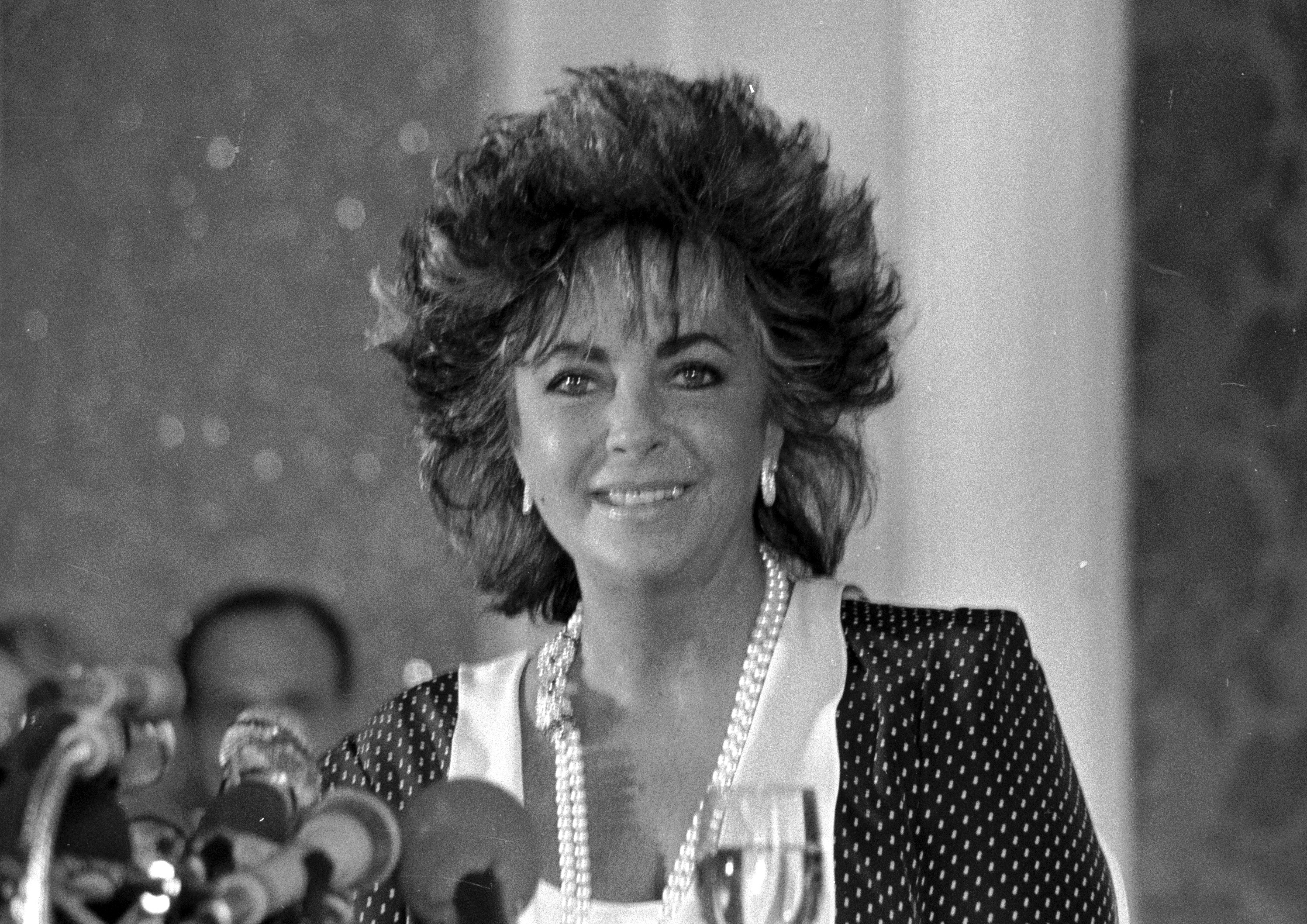
در نرماندی، فرانسه، سپتامبر ۱۹۸۵
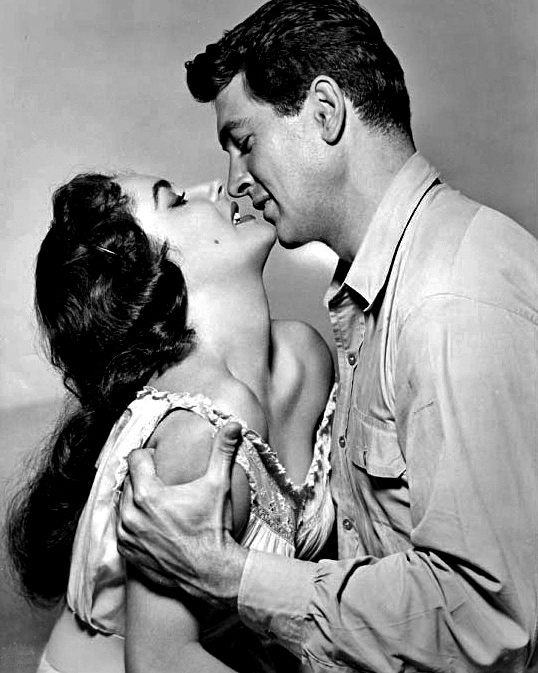
به همراه راک هادسن
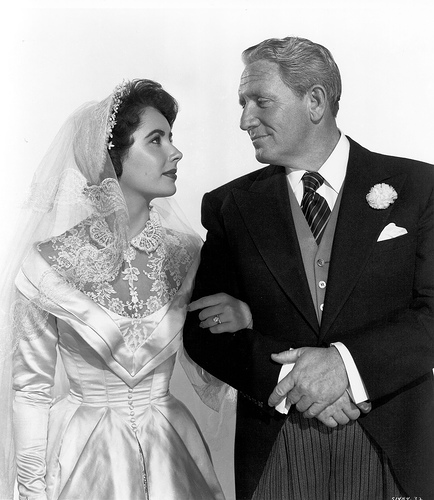
به همراه اسپنسر تریسی
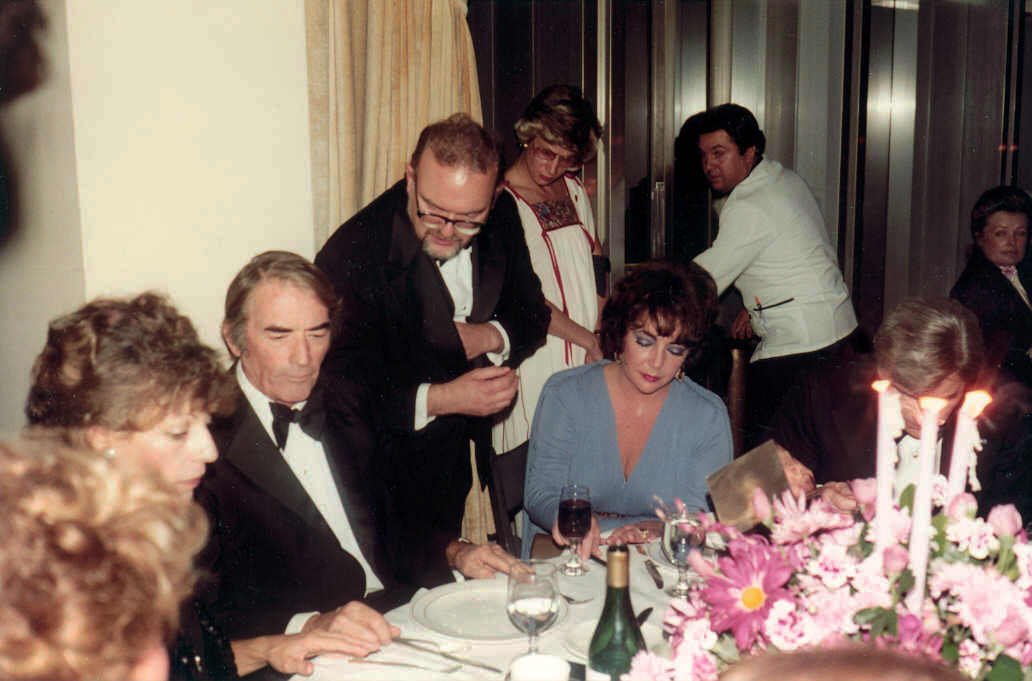
به همراه گریگوری پک